# Eduardo Schlageter
Eduardo Schlageter Singre (Caracas, Miranda, 15 de noviembre de 1893; Caracas, 21 de agosto de 1974) fue un pintor germano-venezolano del siglo XX, que se caracterizó por etapas donde se aferraba al paisajismo y a la pintura abstracta.

## Biografía
Sus padres eran Pius Schlageter y Laura Singre, los cuales se conocieron y casaron en Francia. Pronto, la pareja se mudó a Venezuela en 1886 desde el Gran Ducado de Baden, puesto que Pius recibió el cargo de Gerente general de la Imprenta Nacional. El gobierno del presidente Antonio Guzmán Blanco lo contrató ya que poseía amplios conocimientos de litografía.
Eduardo Schlageter nació el 17 de noviembre de 1893 en Caracas, Venezuela y tan pronto como alcanzó la edad apropiada, fue enviado al Colegio Alemán, donde estudió hasta sus 8 años de edad. Eduardo fue enviado a Alemania por sus padres al internado Romer de Münich hasta que culminase sus estudios de educación básica y de bachillerato. Frecuentemente viajaba a Venezuela durante sus años de estudios en Alemania y compartía con su familia en los terrenos de los Schlageter, desarrollándose cada vez más su inclinación por el arte y la pintura. De esta manera, en 1913 decidió continuar sus estudios superiores en la Academia de Bellas Artes de Múnich, sin embargo, la Primera Guerra Mundial frustró sus planes y se vio forzado a interrumpir sus estudios y a regresar a Caracas con su familia. 
Ya en Venezuela se unió a la floreciente empresa de su padre, la cual era la abanderada en la industria de la litografía privada en el país. Durante este tiempo entró en contacto con los artistas más prominentes de la época, como Raúl Santana y Leoncio Martínez, los cuales posteriormente serían fundadores del Círculo de Bellas Artes de Venezuela. En 1915 viajó nuevamente a Europa para continuar sus estudios, pero Alemania no representaba una buena opción por la guerra, así que se mudó al país neutral de Suiza, donde estudió en la Academia de Bellas Artes de Ginebra, donde fue influenciado profundamente por sus profesores Ferdinand Hodler y Edouard Ravel.
En 1917 se mudó a París luego de seguir los consejos de su maestro Ravel, y pronto maravilló a los artistas locales con sus pinturas. Luego de un par de años en 1921, se mudó definitivamente a Venezuela y continuó con su carrera como pintor y trabajó en el negocio familiar con su padre Pius. Eduardo hará entonces varios retratos entre ellos el del vicepresidente de Venezuela Juan Crisóstomo Gómez y muchos otros de particulares.
Eduardo se casará en marzo de 1929 con Carmen Boulton Pietri y de su matrimonio nacerán cuatro hijos. En la década entre 1930 y 1940, continuará pintando paisajes venezolanos y recibirá numerosas condecoraciones venezolanas y francesas. En 1942 viajó a la galería Marcy en Nueva York representando una comitiva venezolana de artistas, donde varias de sus obras fueron expuestas, obteniendo gran prestigio.
En 1950 Eduardo sufrió un ataque al corazón tras el cual viajara anualmente a los baños termales en Bad Gastein, Alemania como parte de su tratamiento médico. 

Luego de esto, en 1963, Schlageter se retiró de su puesto como gerente de la empresa familiar y continuó creando más pinturas y haciendo exposiciones tanto en Europa como en Venezuela.
En 1967 un decreto anuló la expropiación, pero las tierras habían sido invadidas por unas 80 mil personas, de las cuales sólo 60 pagaban alquiler, según los administradores. 
En 1972 sufrirá varios infartos, lo cual debilitará seriamente su salud, afectándolo a él y a su trabajo. En 1973, él y su familia donaron parte de los terrenos de su hacienda "La Urbina" para que el empresario Eugenio Mendoza pudiese llevar a cabo su proyecto de ampliar la Universidad Metropolitana fundada en 1970. Más tarde donaron otros terrenos para los edificios de la maternidad de Petare,  centros residenciales populares y para la Sociedad Venezolana de Arquitectos. Eduardo Schlageter falleció el 21 de agosto de 1974, a la edad de 81 años en Caracas.
Sobre ellos, Eugenio Mendoza escribió "Ideario y acción de un venezolano".
Su padre Pius Schlageter nació el 28 de marzo de 1856, en Zell, Ducado de Baden, Alemania. Pius recibió su formación litográfica en su ciudad natal. En 1884 se encuentra en París, donde instala su primera imprenta y contrae matrimonio con Laura Singre. En 1886 llega a Venezuela contratado por el gobierno de Antonio Guzmán Blanco y termina siendo director de la Imprenta Nacional, además de asesor de la Litografía y Tipografía del Comercio, cuyo dueño, el también alemán Juan Remstedt, se la vende en 1892. En ese negocio, Pius Schlageter comenzó a acrecentar su fortuna, a la vez que se ponía al día con los adelantos del nuevo siglo al instalar máquinas accionadas a vapor y las primeras prensas offset traídas a Venezuela. Schlageter también adquiere un taller de fotograbado donde elaboraba clichés para blanco y negro y tricromías. En 1897 adquiere de Aquiles Cadre la Litografía Nacional. Como demostración de su progreso, en 1907 remodeló su vivienda siguiendo el estilo Art Nouveau, y encargó a la casa Tiffany varias sobrepuertas y un vitral de 4 metros de ancho para decorar su comedor. Hacia 1910, Schlageter poseía más de cien prensas y doscientos trabajadores. En 1911 trajo dos de los primeros vehículos que circularon por la ciudad: un Braser pasa el uso familiar y una camioneta Citroën para la empresa de litografía. En forma paralela había comenzado a adquirir grandes extensiones de tierra en los alrededores de Caracas, para establecer una finca agrícola. La Litografía y Tipografía del Comercio imprimió en su momento estampillas nacionales y papeles sellados oficiales. De su casa editorial salieron trabajos como las láminas de objetos históricos en el catálogo de la "Exposición Mundial Colombina" de Chicago en 1893, los billetes de 1896, los trabajos para los centenarios de Antonio José de Sucre y José Gregorio Monagas de 1895 y para la Apoteosis de Miranda en 1896, y el mapa de Caracas dibujado por Ricardo Razetti. "La mejor litografía que ha existido en Venezuela es la del Señor Pius Schlageter, quien la ha montado a la altura europea, haciendo en ella trabajos preciosos, que honran al país" (Ovalles y Landaeta Rosales, l908). Schlageter fue el autor de los diseños que ilustraban los títulos valores de las grandes empresas de la época y que eran tirados en su imprenta. 
Pius y Laura Schlageter tuvieron cinco hijos, de los cuales dos fallecieron durante la infancia. Jorge, Eduardo y Raimundo Schlageter fueron inscritos en el Colegio Alemán de Caracas, pero en 1901 su padre los envió a cursar sus estudios al internado Romer, de Münich, mientras él fortalecía en Venezuela su empresa. 
En 1913 regresaron a la capital venezolana sus hijos. Jorge comenzó a trabajar con su padre en la litografía, Eduardo se inclinó por las artes plásticas y regresó a Münich para ingresar en la Academia de Bellas Artes, y Raimundo se ocupó de la parte técnica y maquinarias.
Más adelante, Raimundo se ocupó de administrar las haciendas y explotaciones agropecuarias que continuaba adquiriendo Pius, con gran visión a las puertas de la ciudad. 
Pius Schlageter murió en 1949, con 93 años de edad, luego de una etapa en la que se dedicó a pintar los paisajes rurales de las afueras de Caracas.De él aún se conservan dibujos de gran calidad como Retrato de Dama (1881, colección GAN). Schlageter también practicó la acuarela y se interesó por el paisaje.
Sobre ellos, Eugenio Mendoza Goiticoa escribió "Ideario y acción de un venezolano".
El 19 de septiembre de 2003, su hijo; Eduardo Pius Schlageter Boulton, se suicidó a los 72 años; en su mansión; ubicada a orillas del Lago Nahuel Huapi (Argentina), donde cumplía arresto domiciliario. Antes de fin de año, debía enfrentar un juicio oral en el que se intentaría determinar si abusó en diferentes ocasiones de cinco jóvenes, cuyas edades iban de los 5 a los 12 años. Además, enfrentaba una demanda civil por casi cuatro millones de pesos presentada por tres de las presuntas víctimas.